# 원주시의 문화재
대한민국 강원특별자치도 원주시의 문화재 목록이다.

## 국가지정 문화재

### 국보
| 지정번호 | 등록명                                                  | 지정일           | 소재지                                         | 시대 | 사진 |
| -------- | ------------------------------------------------------- | ---------------- | ---------------------------------------------- | ---- | ---- |
| 제59호   | 원주 법천사지 지광국사탑비 (原州 法泉寺址 智光國師塔碑) | 1962년 12월 20일 | 강원특별자치도 원주시 부론면 법천리 산74-2번지 | 고려 |      |

### 보물
| 지정번호 | 등록명                                                      | 지정일           | 소재지                                        | 시대               |  |
| -------- | ----------------------------------------------------------- | ---------------- | --------------------------------------------- | ------------------ |  |
| 제78호   | 거돈사지 원공국사 승묘탑비(居頓寺圓空國師勝妙塔碑)          | 1963년 1월 21일  | 강원특별자치도 원주시 부론면 정산리 144번지   | 1025년 (현종 16년) |  |
| 제463호  | 흥법사지 진공대사 탑비 귀부 및 이수(眞空大師塔碑龜趺, 螭首) | 1968년 7월 5일   | 강원특별자치도 원주시 지정면 안창리 517-2번지 | 고려               |  |
| 제464호  | 흥법사지 삼층석탑(興法寺址三層石塔)                         | 1968년 7월 5일   | 강원특별자치도 원주시 지정면 안창리 517-2번지 | 고려               |  |
| 제750호  | 거돈사지 삼층석탑(居頓寺址三層石塔)                         | 1983년 12월 27일 | 강원특별자치도 원주시 부론면 정산리 188번지   | 신라               |  |

### 사적
| 지정번호 | 등록명                 | 지정일           | 소재지                                         | 시대 | 면적      | 사진 |
| -------- | ---------------------- | ---------------- | ---------------------------------------------- | ---- | --------- | ---- |
| 제168호  | 거돈사지(居頓寺址)     | 1968년 12월 19일 | 강원특별자치도 원주시 부론면 정산리 189번지    | 신라 | 25,339m2  |      |
| 제439호  | 강원감영지(江原監營址) | 2002년 3월 9일   | 강원특별자치도 원주시 일산동 54-1번지          | 조선 | 9,608m2   |      |
| 제447호  | 영원산성(領願山城)     | 2003년 6월 2일   | 강원특별자치도 원주시 판부면 금대리 산50-2번지 | 신라 | 175,537m2 |      |
| 제766호  | 법천사지(法泉寺址)     | 2005년 8월 31일  | 강원특별자치도 원주시 부론면 법천리 629번지    | 신라 | 150,397m2 |      |

### 천연기념물
| 지정번호 | 등록명                       | 지정일          | 소재지                                         | 수령                                  | 면적        | 사진 |
| -------- | ---------------------------- | --------------- | ---------------------------------------------- | ------------------------------------- | ----------- | ---- |
| 제93호   | 원성 성남리의 성황림(城隍林) | 1962년 12월 3일 | 강원특별자치도 원주시 신림면 성남리 191번지    | 온대지방의 낙엽활엽수림(落葉闊葉樹林) | 312,993m2   |      |
| 제167호  | 반계리 은행나무              | 1964년 1월 31일 | 강원특별자치도 원주시 문막읍 반계리 1495-1번지 | 800년 ~ 1000년 추정                   | 1주 495.9m2 |      |
| 제447호  | 원성 흥업면의 느티나무       | 1982년 11월 4일 | 강원특별자치도 원주시 판부면 금대리 산50-2번지 | 350여 년 추정                         | 1주 346m2   |      |

### 무형문화재
| 지정번호 | 등록명     | 지정일           | 소재지                                 | 보유자 |
| -------- | ---------- | ---------------- | -------------------------------------- | ------ |
| 제10호   | 나전칠기장 | 1997년 12월 10일 | 강원특별자치도 원주시 단계동 942-3번지 | 이형만 |

## 강원특별자치도지정 문화재

### 유형문화재
| 지정번호 | 등록명                                                   | 지정일           | 소재지                                                          | 시대               |
| -------- | -------------------------------------------------------- | ---------------- | --------------------------------------------------------------- | ------------------ |
| 제3호    | 포정루 및 선화당(布政樓, 宣化堂)                         | 1971년 12월 16일 | 강원특별자치도 원주시 일산동 54-2번지                           | 조선               |
| 제4호    | 일산동 석불좌상(一山洞 石佛坐像)                         | 1971년 12월 16일 | 강원특별자치도 원주시 봉산동 836-1번지 원주시립박물관내         | 고려               |
| 제5호    | 일산동 오층석탑(一山洞 五層石塔)                         | 1971년 12월 16일 | 강원특별자치도 원주시 봉산동 836-1번지 원주시립박물관내         | 고려               |
| 제25호   | 상원사지 석탑 및 광배(上院寺址 石塔, 光背)               | 1971년 12월 16일 | 강원특별자치도 원주시 신림면 성남리 1060번지                    | 신라말 ~ 고려초    |
| 제42호   | 용운사지 석조비로자나불좌상(龍雲寺址 石造毘盧舍那佛坐像) | 1973년 7월 31일  | 강원특별자치도 원주시 호저면 용곡리 402-1번지                   | 고려               |
| 제43호   | 용운사지 삼층석탑(龍雲寺址 三層石塔)                     | 1973년 12월 16일 | 강원특별자치도 원주시 호저면 용곡리 402-1번지                   | 고려               |
| 제49호   | 봉산동 당간지주(鳳山洞 幢竿支株)                         | 1975년 6월 17일  | 강원특별자치도 원주시 봉산동 1146-1번지                         | 신라               |
| 제66호   | 태장동 왕녀복란 태실비(台庄洞 王女福蘭 胎室碑)           | 1982년 11월 3일  | 강원특별자치도 원주시 태장1동 1266-11번지                       | 1486년(성종 17년)  |
| 제67호   | 봉산동 석조보살입상(鳳山洞 石造菩薩立像)                 | 1982년 11월 3일  | 강원특별자치도 원주시 봉산동 산6-1번지                          | 고려               |
| 제68호   | 봉산동석불좌상(鳳山洞 石佛坐像)                          | 1982년 11월 3일  | 강원특별자치도 원주시 봉산동 836-1번지 원주시립박물관내         | 신라               |
| 제70호   | 비두리 귀부 및 이수(碑頭里 龜趺, 螭首)                   | 1982년 11월 3일  | 강원특별자치도 원주시 문막읍 비두리 산31번지                    |                    |
| 제86호   | 김두한 가옥(金斗漢 家屋)                                 | 1985년 1월 17일  | 강원특별자치도 원주시 문막읍 건등리 852-4번지                   |                    |
| 제103호  | 보문사 청석탑(普門寺 靑石塔)                             | 1859년 9월 13일  | 강원특별자치도 원주시 행구동 산105번지                          | 신라말 ~ 고려초    |
| 제106호  | 원주용소막성당(原州龍召幕聖堂)                           | 1986년 5월 23일  | 강원특별자치도 원주시 신림면 용암2리 719-2번지                  | 대한제국           |
| 제117호  | 흥양리 마애불좌상(興陽里 磨崖佛坐像)                     | 1998년 9월 5일   | 강원특별자치도 원주시 소초면 흥양3리 산1번지                    | 신라               |
| 제118호  | 수암리 마애삼존불상(壽岩里 磨崖三尊佛像)                 | 1998년 9월 5일   | 강원특별자치도 원주시 소초면 수암4리 1346-3번지                 | 고려               |
| 제119호  | 평장리 마애공양보살상(平庄里 磨崖供養菩薩像)             | 1998년 9월 5일   | 강원특별자치도 원주시 소초면 평장리 산78-2번지                  | 고려               |
| 제120호  | 매지리 석조보살입상(梅芝里 石造菩薩立像)                 | 1998년 9월 5일   | 강원특별자치도 원주시 흥업면 매지리 1368번지                    | 고려               |
| 제145호  | 구룡사 보광루(龜龍寺 普光樓)                             | 2004년 1월 17일  | 강원특별자치도 원주시 소초면 학곡리 1029번지                    | 조선               |
| 제151호  | 안심사판 제진언집(安心寺版 諸眞言集)                     | 2008년 5월 9일   | 강원특별자치도 원주시 신림면 황둔리 1706-1번지 원주고판화박물관 | 1569년 (선조 2년)  |
| 제152호  | 덕주사판 불설아미타경(德周寺版 佛說阿彌陀經)             | 2008년 5월 9일   | 강원특별자치도 원주시 신림면 황둔리 1706-1번지 원주고판화박물관 | 1572년 (선조 5년)  |
| 제153호  | 용천사판 불설아미타경(龍泉寺版 佛說阿彌陀經)             | 2008년 5월 9일   | 강원특별자치도 원주시 신림면 황둔리 1706-1번지 원주고판화박물관 | 1577년 (선조 10년) |
| 제154호  | 안심사판 옥추경(安心寺版 玉樞經)                         | 2008년 5월 9일   | 강원특별자치도 원주시 신림면 황둔리 1706-1번지 원주고판화박물관 | 1570년 (선조 3년)  |

### 기념물
| 지정번호 | 등록명                             | 지정일           | 소재지                        | 비고                                          |
| -------- | ---------------------------------- | ---------------- | ----------------------------- | --------------------------------------------- |
| 제30호   | 학곡리 황장금표(鶴谷里 黃腸禁標)   | 1975년 5월 30일  | 강원도 원주시 소초면 학곡2리  | 황장목 봉산(국가 지정 보호 국유림)의 경계표시 |
| 제75호   | 운곡 원천석 묘역(耘谷 元天錫 墓域) | 2000년 11월 18일 | 강원도 원주시 행구동 산37번지 | 운곡 원천석(1330년~?)의 묘역                  |
| 제76호   | 영호 조엄 묘역(永湖 趙儼 墓域)     | 2000년 11월 18일 | 강원도 원주시 지정면 산69-12  | 문익공 조엄(1719년~1777년)의 묘역             |

### 문화재자료
- 상원사 대웅전(上院寺 大雄殿)
- 입석사 석탑(立石寺 石塔)
- 법천사 당간지주(法泉寺 幢竿支柱)
- 김제남 신도비(金悌男神道碑)
- 주포리 미륵불 및 삼층석탑(周浦里彌勒佛, 三層石塔)
- 흥법사지(興法寺址)
- 원주향교(原州鄕校)
- 부흥사지 석탑재(富興寺址 石塔材)
- 교항리 석조불두(橋項里 石造佛頭)
- 원충갑 묘역(元沖甲 墓域)
- 만연사 중간진언집(萬淵寺 重刊 眞言集)
- 불정심다라니경(佛頂心 多羅尼經)
- 예념미타도량참법(禮念彌陀道場懺法)

### 무형문화재
- 매지농악보존회
- 매지농악보유자 강성태
- 생칠장 이돈호
- 나전칠기장 박귀래
- 칠장 김상수
- 칠정제장 박원동

## 등록문화제(문화재청지정)
| 지정번호 | 등록명                   | 지정일           | 소재지                               | 시대       | 비고 |
| -------- | ------------------------ | ---------------- | ------------------------------------ | ---------- | --- |
| 제138호  | 원주역 급수탑            | 2004년 12월 31일 | 강원도 원주시 학성동 357번지 원주역  | 일제강점기 | 일제강점기 원주역 증기기관차의 급수를 위하여 건립된 시설 |
| 제139호  | 원주 원동성당            | 2004년 12월 31일 | 강원도 원주시 원동 85-3번지          | 1954년     | 1913년 고딕식 성당으로 지었으나 한국전쟁 때 건물이 전소되어, 1954년에 시멘트벽돌 건물로 재건되었다. 1951년부터 이 바드리시오(Deery Patrick 이) 신부가 원래의 건물 터에 현 성당을 짓기 시작하여 3년 만에 완공했다. 정면 중앙에 종탑이 있는 직사각형 건물로 시멘트 벽돌을 쌓아 만들었으며, 폭에 비해 길이가 매우 긴 것이 특징이다. |
| 제140호  | 원주 흥업성당 대안리공소 | 2004년 12월 31일 | 강원도 원주시 흥업면 대안1리 659번지 | 대한제국   | 1900년 ~ 1906년에 지어진 한옥성당 |
| 제163호  | 구 조선식산은행 원주지점 | 2005년 4월 15일  | 강원도 원주시 중앙동 143번지         | 일제강점기 | 1934년 원주에서 최초로 지어진 은행건물이다. |
| 제164호  | 원주 반곡역사            | 2005년 4월 15일  | 강원도 원주시 반곡동 154번지         | 일제강점기 | 일제강점기 말 소규모 지방 철도역사의 분위기를 보여주고 있다. |

## 출향문화재

### 국보
- 법천사 지광국사 현묘탑(法泉寺 智光國師 玄妙塔)
  - 지정번호 : 국보 제101호
  - 지 정 일 : 1962년 12월 20일
  - 소 재 지 : 서울특별시 종로구 세종로 1가 경복궁 경내
  - 원소재지 : 강원도 원주시 부론면 법천리 법천사지
  - 시 대 : 고려시대
- 전흥법사 염거화상탑(傳興法寺 廉居和尙塔)
  - 지정번호 : 국보 제104호
  - 지 정 일 : 1962년 12월 20일
  - 소 재 지 : 서울특별시 용산구 국립중앙박물관 경내
  - 원소재지 : 강원도 원주시 지정면 안창리 흥법사지
  - 시 대 : 신라

### 보물
- 거돈사 원공국사 승묘탑(居頓寺 圓空國師 勝妙塔)** 지정번호 : 보물 제190호
  - 지 정 일 : 1963년 1월 21일
  - 소 재 지 : 서울특별시 용산구 국립중앙박물관
  - 원소재지 : 강원도 원주시 부론면 정산리 144번지
  - 시 대 : 고려시대
- 영전사지 보제존자 사리탑(令傳寺址 普濟尊者 舍利搭)
  - 지정번호 : 보물 제358호
  - 지 정 일 : 1963년 1월 21일
  - 소 재 지 : 서울특별시 용산구 국립중앙박물관
  - 원소재지 : 강원도 원주시 태장동 영천사 추정
  - 시 대 : 고려시대
- 흥법사 진공대사 탑부석관(興法寺 眞空大師 塔附石棺)
  - 지정번호 : 보물 제365호
  - 지 정 일 : 1963년 1월 21일
  - 소 재 지 : 서울특별시 용산구 국립중앙박물관
  - 원소재지 : 강원도 원주시 지정면 안창리 흥법사지
  - 시 대 : 고려시대

### 강원특별자치도 유형문화재
- 영원사 비로자나불 후불탱화(領願寺 毘盧舍那佛 後佛幀畵)
  - 지정번호 : 유형문화재 제134호
  - 지 정 일 : 2001년 12월 29일
  - 소 재 지 : 강원특별자치도 평창군 진부면 동산리 월정사 성보박물관
  - 원소재지 : 강원특별자치도 원주시 판부면 금대리 영원사
  - 시 대 : 18세기후반
- 영원사 감로탱화(領願寺 甘露幀畵)
  - 지정번호 : 유형문화재 제135호
  - 지 정 일 : 2001년 12월 29일
  - 소 재 지 : 강원특별자치도 평창군 진부면 동산리 월정사 성보박물관
  - 원소재지 : 강원특별자치도 원주시 판부면 금대리 영원사
  - 시 대 : 1759년(영조 35년)
- 구룡사 삼장탱화 및 복장유물(龜龍寺 三藏幀畵, 腹藏遺物)
  - 지정번호 : 유형문화재 제136호
  - 지 정 일 : 2001년 12월 29일
  - 소 재 지 : 강원특별자치도 평창군 진부면 동산리 월정사 성보박물관
  - 원소재지 : 강원특별자치도 원주시 소초면 학곡리 구룡사
  - 시 대 : 1927년(영조 3년)
- 용다사 동종(龍茶寺 銅鐘)
  - 지정번호 : 유형문화재 제133호
  - 지 정 일 : 2001년 12월 29일
  - 소 재 지 : 강원특별자치도 평창군 진부면 동산리 월정사 성보박물관
  - 원소재지 : 강원특별자치도 원주시 소초면 학곡리 구룡사
  - 시 대 : 조선시대

## 전통사찰
| 지정번호 | 등록명         | 지정일          | 소재지                                        | 시대                                      | 종단   |
| -------- | -------------- | --------------- | --------------------------------------------- | ----------------------------------------- | ------ |
| 제4호    | 구룡사(龜龍寺) | 1988년 5월 28일 | 강원특별자치도 원주시 소초면 학곡리 1029번지  | 666년 (신라 문무왕 6년) 의상대사가 창건   | 조계종 |
| 제6호    | 영천사(靈泉寺) | 1988년 5월 28일 | 강원특별자치도 원주시 태장동 122-1번지        | 고려시대                                  | 조계종 |
| 제7호    | 국형사(國亨寺) | 1988년 5월 28일 | 강원특별자치도 원주시 행구동 98번지           | 신라                                      | 조계종 |
| 제8호    | 보문사(普門寺) | 1988년 5월 28일 | 강원특별자치도 원주시 행구동 산105번지        | 미상                                      | 태고종 |
| 제16호   | 영원사(領願寺) | 1988년 5월 28일 | 강원특별자치도 원주시 판부면 금대2리 1388번지 | 676년(신라 문무왕 16년)에 의상대사가 창건 | 조계종 |
| 제17호   | 입석사(立石寺) | 1988년 5월 28일 | 강원특별자치도 원주시 소초면 흥양리 1784번지  | 미상                                      | 조계종 |
| 제18호   | 상원사(上院寺) | 1988년 5월 28일 | 강원특별자치도 원주시 신림면 성남2리 1060번지 | 삼국시대 또는 남북국 시대                 | 조계종 |

## 비지정 문화재

### 불교유적
- 교항리 암각 공양 보살상(橋項里 巖刻 供養 菩薩像)
- 교항리 석조불두(橋項里 石造佛頭)
- 수암리 마애삼존불(壽岩里 磨崖三尊佛)
- 매지리 석조보살입상(梅芝里 石造菩薩立像)
- 신선암 석조보살입상(神仙巖 石造菩薩立像)
- 부흥사지 석탑재(富興寺址 石塔材)
- 일산동 석탑재 및 불상(一山洞 石塔材 및 佛像)
- 서곡리 석탑재(瑞谷里 石塔材)
- 천수사 오층석탑(泉水寺 五層石塔)
- 천수사 삼층석탑(泉水寺 三層石塔)

### 유교유적
- 영정각(影幀閣) : 원주시 부론면 단강리에 위치한 송곡 이서우(1633~?)를 봉안한 사당.
- 충효사(忠孝祠) : 원주시 문막읍 반계리에 위치한 부사과 충효공 황무진(1568~1652)을 봉안한 사당
- 경현사(景賢祠) : 원주시 소초면 교항리에 위치한 양지추씨의 시조인 고려 충렬왕대의 문신 로당 추적의 영정을 봉안한 사당.

### 태실
- 숙정,숙휘공주 태실(淑靜·淑徽公主 胎室) : 원주시 흥업면 대안리
- 산현리 태실(山峴里 胎室) : 원주시 호저면 산현리

### 관방유적
- 금대산성(金臺山城) : 원주시 판부면 금대리

## 같이 보기
- 강원특별자치도기념물
- 강원특별자치도민속자료
- 강원특별자치도문화재자료
- 강원특별자치도유형문화재